# Felke Möbelwerke
Die Felke Möbelwerke (eingetragen als Michael-Felke Möbelwerke) war ein deutsches Möbelproduktionsunternehmen mit Hauptsitz in Sohren im Hunsrück und bundesweiten Zweigstellen. Es stellte einen der ersten großen Arbeitgeber im Hunsrück dar und gab der Region wirtschaftliche Bedeutung.

## Geschichte

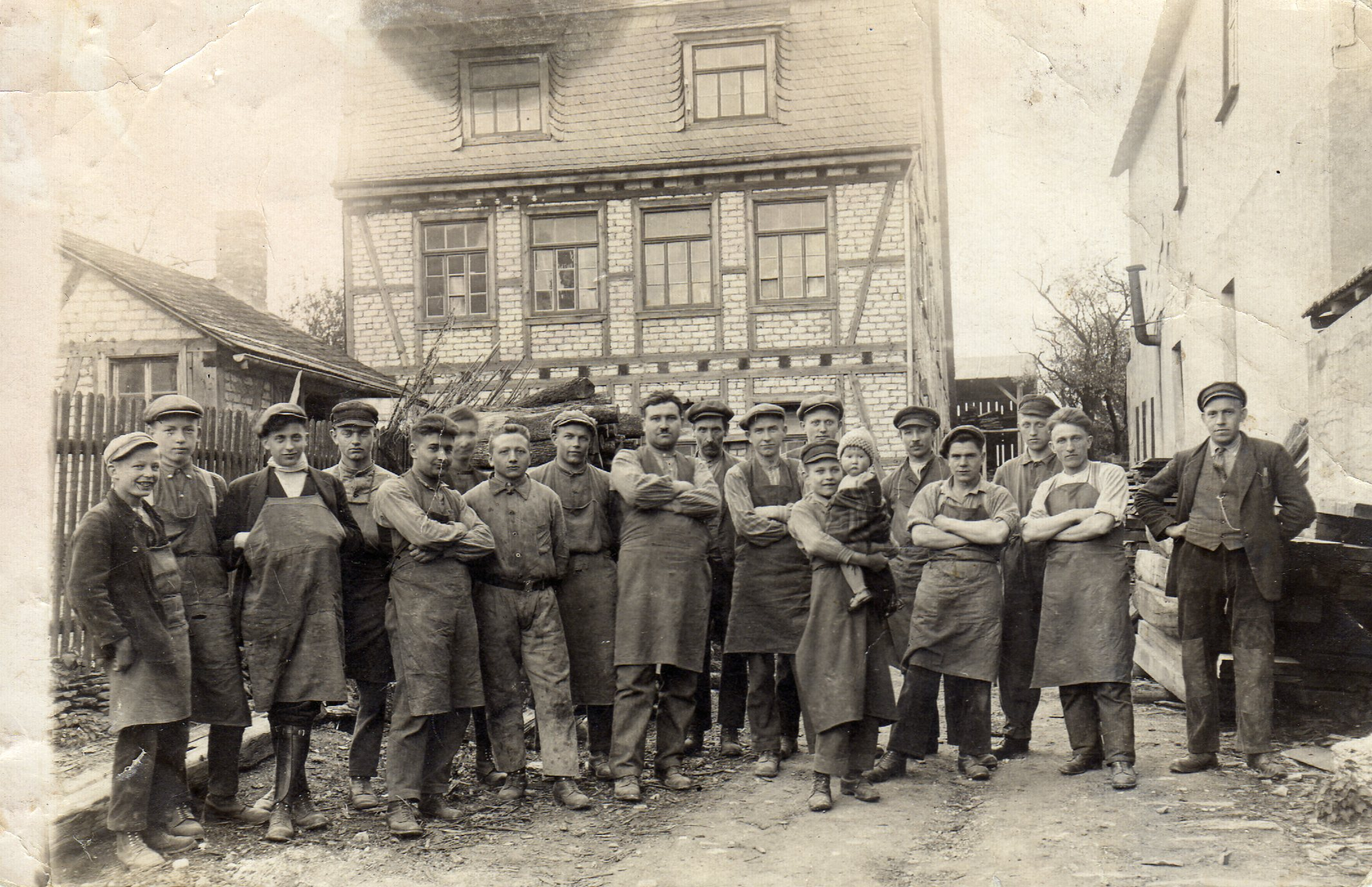
Michael Felke und Mitarbeiter vor dem ersten Schreinereibetrieb in Laufersweiler Mitte der 1920er Jahre

Seine Ursprünge hatte der Betrieb in der Gemeinde Laufersweiler. Dort leitete seit 1919 der Schreinermeister Michael Felke einen Tischlereibetrieb mit zwanzig Mitarbeitern. Nach einem Brand, bei dem die Werkstätten zerstört wurden, übersiedelte das Unternehmen ins benachbarte Sohren und expandierte rasch, da es an das Netz der damaligen Hunsrückbahn angeschlossen war.
Hier wurden 1928 durch den Betriebsgründer Michael und seinen Bruder Franz die Felke Möbelwerke GmbH & Co.KG gegründet. In den 1930er Jahren erlebte das Unternehmen stetigen Zuwachs, weil für landes- und reichsweiten Bedarf in Serie gefertigt wurde. 1933 beschäftigte das Unternehmen 100 Arbeitnehmer, Ende der dreißiger Jahre 400 Arbeitnehmer.

### Zweiter Weltkrieg
Zur Zeit des Zweiten Weltkriegs wurde die Produktion zunächst komplett auf Betten und in den letzten Kriegsjahren auf die Produktion von Transportkisten für Panzergranaten und der Volksgasmaske umgestellt. Die Felke Möbelwerke wurden damit zum kontrollierten Zulieferer der Rüstungsindustrie. Nach dem Krieg wurden aus dem Überschuss Kartoffelkisten und Nähkästchen hergestellt.
Während der Kriegsjahre waren dem Unternehmen rund 100 Fremdarbeiter zugeteilt, die aus Frankreich und der Ukraine stammten. Ein Großteil dieser Fremdarbeiter wurde in den letzten Kriegsjahren in die Landwirtschaft und an andere Fabriken abgeordnet. Im Herbst 1943 und 1944 wurden einige Werkshallen durch alliierte Fliegerbomben zerstört.

### Aufschwung während der Nachkriegszeit

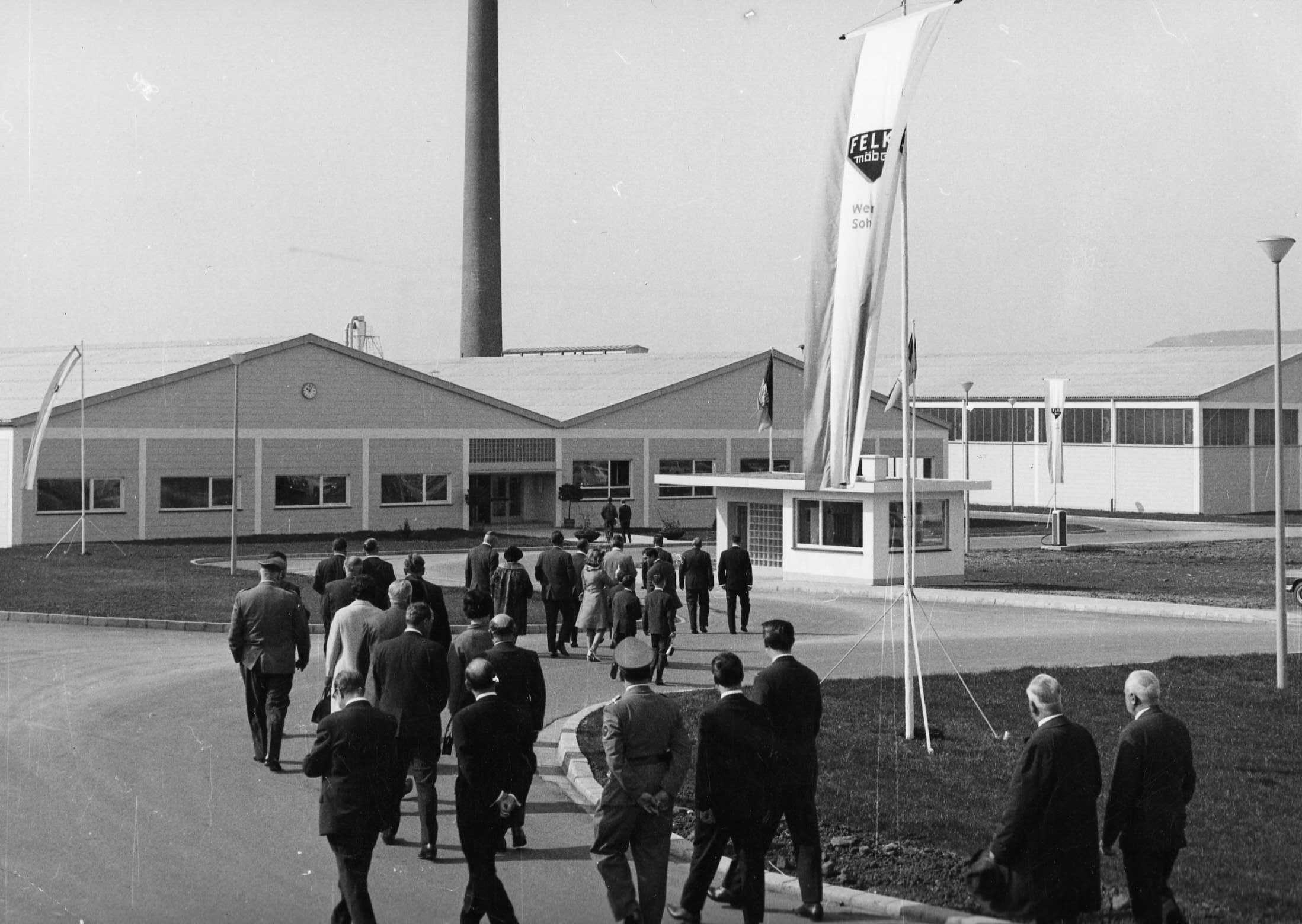
Werkshallen um 1965

Mit dem Ende des Krieges konnte wieder die Möbelproduktion aufgenommen werden, die bis Ende der 1940er Jahre zuerst unter US-amerikanischer, dann unter französischer Aufsicht stand.
In den kommenden zwei Jahren mussten Möbel als Reparation an Frankreich geliefert werden und im Juni 1948 der Großteil aller Maschinen. Durch diese Minderung an Maschinen vor allem zur Sperrholzherstellung wurde das Unternehmen in seiner Produktionsleistung quantitativ zurückgesetzt.

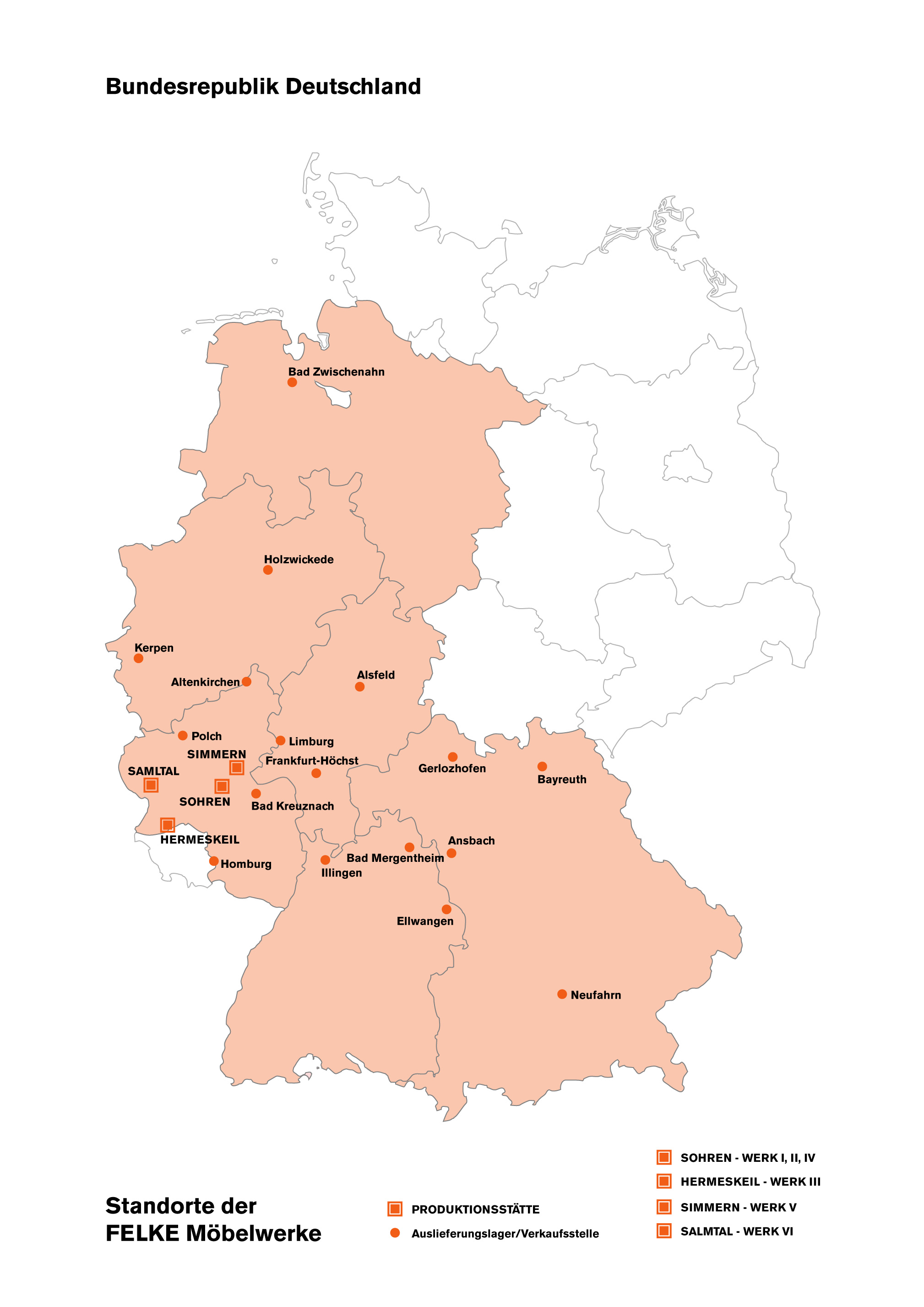
Standorte der Firma Felke mit ihren Haupt- und Zweigniederlassungen in Deutschland

Kurz darauf konnten die ersten Hallen des zweiten Produktionswerkes in Sohren errichtet werden, auf das 1952 in rascher Folge das erste Außenwerk in Hermeskeil zur Produktion von Wohnzimmern errichtet wurde. Zu Beginn der 1950er Jahre konnte durch den Firmenleiter die Felke-Wohnungsbau GmbH gegründet werden, die mit über 100 Betriebswohnungen die Ansiedlung der Fabrikarbeiter im nahen Bereich erleichterte.
In den späten 1950er Jahren erzielte das Unternehmen seinen Höchststand an Beschäftigten mit 1500 Mitarbeitern. In den drei Produktionswerken Sohren, Simmern und Hermeskeil wurden täglich 100 Schlafzimmer, 60 Wohnzimmerschränke und 220 Anbauküchentypen gefertigt.
1957 wurde für die Arbeiter aller Produktionswerke eine Betriebsrente eingeführt, die im damals wirtschaftlich schwachen Hunsrück soziale Sicherheit bot.
Ab 1962 produzierten die Felke-Möbelwerke Komplettküchen modernen Standards, die später unter der Eigenmarke Juwel Küchen im neu eröffneten Küchenwerk in Simmern hergestellt wurden. Ein drittes Außenwerk wurde 1966 in Salmtal (Eifel) eingeweiht.

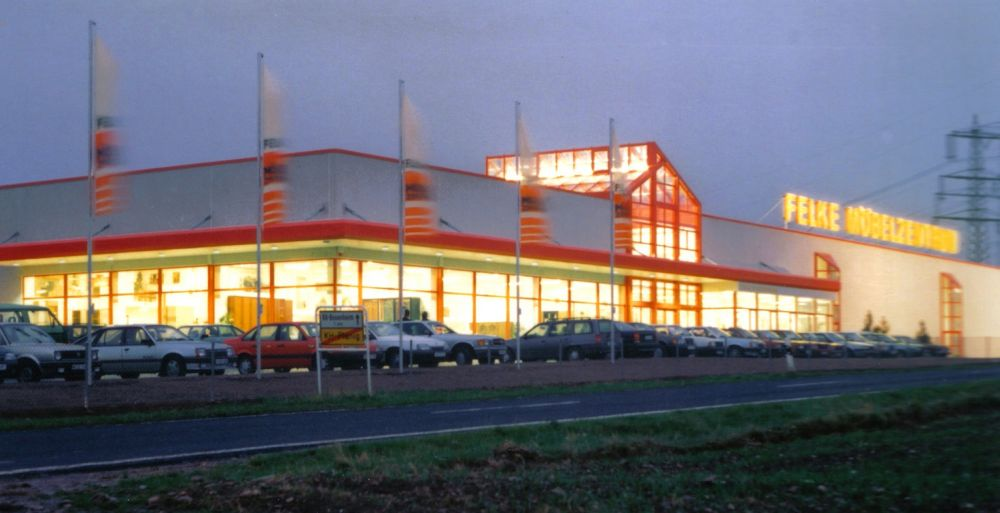
Felke-Möbelzentrum 1989

Die Felke Möbelwerke wurden mit ihren drei Außenwerken im Bereich der Beschäftigtenzahl und der Produktionsrate zur größten Möbelfabrikation des Landes Rheinland-Pfalz. Insgesamt produzierten ab Mitte der 1960er Jahre sechs Werke, von denen drei in Sohren und jeweils eines in Hermeskeil, Simmern und Salmrohr angesiedelt waren. Ende der 1960er Jahre überließ der Firmengründer Michael Felke die Führung des Unternehmens seinen drei Söhnen Aloys, Walter und Günter Felke. 1972 wurde für den bundesweiten Möbelgroßhandel aus dem Mutterunternehmen heraus die Felke-Möbel Vertrieb KG, später GmbH gegründet, von der bundesweit insgesamt 17 eigenständige Möbelzentren ausstellten. In den 1970er Jahren exportierten die Werke in den gesamten Westeuropäischen Bereich und nach Übersee. Ende der 1980er Jahre hatte das Unternehmen kurzfristig auch im ostdeutschen Raum Fuß gefasst.

### Nachwendezeit

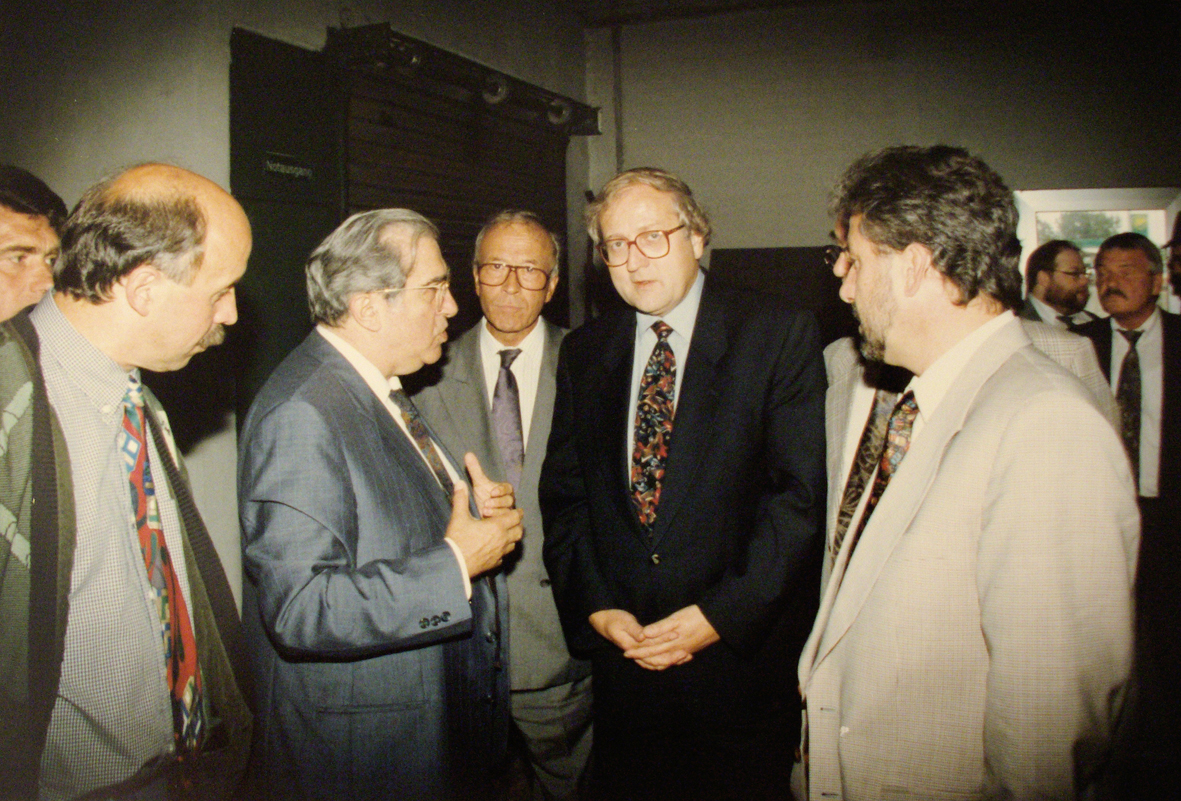
Günter Felke im Gespräch mit Wirtschaftsminister Brüderle bei einer Werksbesichtigung 1993

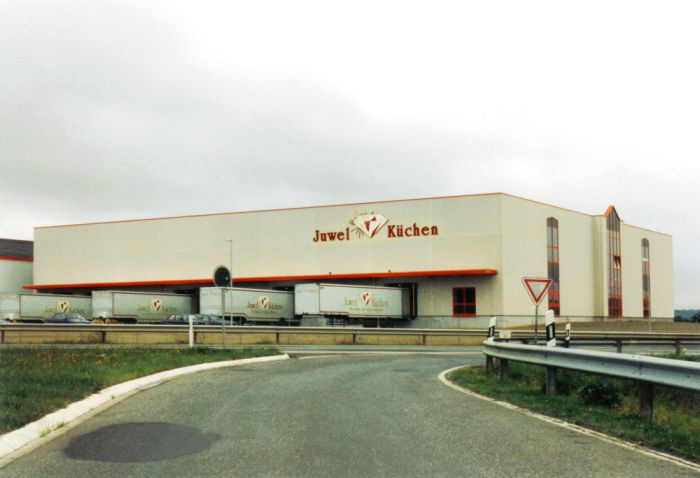
Produktionsstätte der JUWEL-Küchen in Simmern 1994

Mit der deutschen Wiedervereinigung 1990 und der damit verbundenen Nachfrage aus den Neuen Bundesländern erfuhr die Produktion kurzzeitig eine erhöhte Nachfrage. Wegen der Öffnung der Bundesrepublik Deutschland zum östlichen Markt und der damit verbundenen Dumpingpreise aus den benachbarten Ostländern musste die Produktion der Felke-Möbelwerke dann schrittweise reduziert werden. 1994 zählten die Felke-Möbelwerke eine Belegschaft von nur noch 700 Beschäftigten. Als industrielles Beispiel im Hunsrück wurden die Felke-Werke bis in die 1990er Jahre mehrmals von amtierenden Landes- und Wirtschaftsministern besichtigt. Anfang des gleichen Jahrzehnts wurde die Como Möbelzentrum GmbH & Co.KG gegründet, die unter neuem Namen schrittweise die Umstellung von Groß- auf Einzelhandel betrieb. Mitte der 1990er Jahre wurden die Felke-SB-Möbelmärkte für selbstabholende Privatkäufer eingerichtet. Seit Ende der 1990er Jahre folgten mehr und mehr Entlassungen. 2001 begannen die letzten Werksschließungen der restlichen Produktionsstätten in Sohren, Simmern und Hermeskeil. Mit dem Verkauf des Werkes Hermeskeil wurde dort für kurze Zeit unter gleichem Namen mit neuem Inhaber in geringem Umfang weiterproduziert.
2003 wurden die Felke-Möbel Vertrieb GmbH, die SB-Märkte und die Como Möbelzentren GmbH & Co.KG liquidiert. Name und Logo wurde an einen Inneneinrichtungsbetrieb in Kirchberg verkauft.
Zur Verpachtung, Verwaltung, Akquise und Facilitymanagement von insgesamt 170.000 Quadratmeter Gewerbe-Hallen auf fast 400.000 Quadratmeter Grundstücken in fünf Bundesländern wurde 2001 der Felke-Gewerbepark gegründet, der von den drei Geschäftsführern in dritter Generation geleitet wird.

### Großbrände im Werk Hermeskeil
Am 28. Februar 2005 entstand ein Großbrand in dem ehemaligen Werk in Hermeskeil, der nach Angaben der Kriminalinspektion Trier wahrscheinlich auf den Betrieb eines Holzofens zurückzuführen war. Durch das vollständige Ausbrennen einer 1800 Quadratmeter großen Halle und 25 Autos entstand ein Sachschaden von zirka 1,5 Millionen Euro.
In der Nacht vom 25. auf den 26. Oktober 2008 kam es in dem Werk erneut zu einem Brand in einer Lagerhalle, bei dem 150 Feuerwehrleute und 45 Helfer des Technischen Hilfswerks im Einsatz waren. Der entstandene Schaden wurde von der Polizei auf mehrere 100.000 Euro geschätzt.